# Technikum

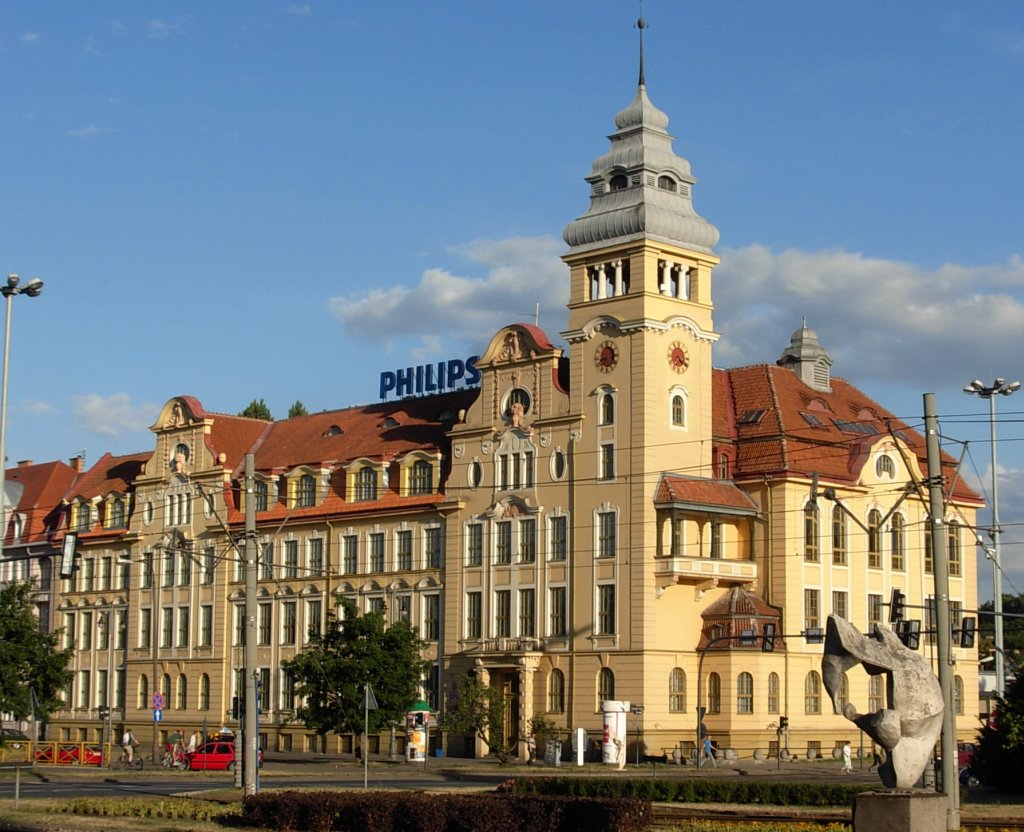
Reprezentacyjny budynek Technikum Mechanicznego w Bydgoszczy

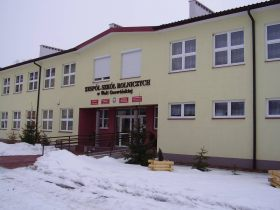
Budynek Technikum im. Wincentego Witosa w Woli Osowińskiej

Technikum – szkoła średniego szczebla o profilu technicznym utworzona w 1948 roku jako alternatywa dla liceum, a obecnie typ szkoły ponadpodstawowej.

## Historia
Uchwałą Prezydium Rządu z 23 czerwca 1951 r. wprowadzono nowy ustrój szkolnictwa zawodowego, na który składały się m.in. technika, początkowo trzyletnie, później cztero- i pięcioletnie,
które oferowały absolwentom siedmioletniej szkoły podstawowej teoretyczne i praktyczne przygotowanie zawodowe i możliwość zdania matury. Łączyło się to z możliwością kontynuowania nauki na studiach wyższych (początkowo po zdaniu egzaminu wstępnego).
Pierwotnie technika dostępne były dla absolwentów siedmioletnich szkół podstawowych (od reformy w 1961 – ośmioletnich) i dla absolwentów ponadpodstawowych dwu- lub trzyletnich, tzw. zasadniczych szkół zawodowych (ZSZ). Nauka w technikum trwała lat pięć (jeśli podjęta po zasadniczej szkole zawodowej – trzy lata) i kończyła się tak jak w liceum – egzaminem dojrzałości i dodatkowo pracą dyplomową. Dyplom ukończenia technikum upoważniał do posługiwania się tytułem technika. Nie wszystkie średnie szkoły techniczne podlegały Ministrowi Oświaty – pewne z nich były resortowe (podlegające ministerstwom odpowiednich gałęzi przemysłu), inne zaś były utworzone przy większych przedsiębiorstwach.
Po reformie w 1999 okres nauki w technikach skrócono do 4 lat, przy czym naukę w szkole można było podjąć dopiero po ukończeniu najpierw sześcioletniej szkoły podstawowej, a potem trzyletniego gimnazjum.
Od 2019 r. w wyniku reformy oświaty z 2017 r. (skutkującej m.in. likwidacją gimnazjów) naukę w technikach wydłużono ponownie do pięciu lat i można ją w nich podjąć po ukończeniu ośmioletniej (ośmioklasowej) szkoły podstawowej.
Ukończenie technikum umożliwia uzyskanie dyplomu potwierdzającego kwalifikacje zawodowe po zdaniu egzaminu potwierdzającego kwalifikacje zawodowe, a także uzyskanie świadectwa maturalnego po zdaniu egzaminu maturalnego.
W roku 1990/91 funkcjonowało w Polsce 3607 techników, w 1993/94 – 4461, 1999/2000 – 5658, w 2004/05 – 3630, a w 2005/06 – 2668.
W 2010 r. kobiety stanowiły 40,4% wszystkich absolwentów techników przystępujących do egzaminów potwierdzających kwalifikacje zawodowe. Dominowały w zawodach związanych głównie z sektorem usług: technik hotelarstwa (80,7%), technik ekonomista (74,2%), technik handlowiec (71,1%) oraz technik żywienia i gospodarstwa domowego (71,3%).
Mężczyźni dominowali w zawodach technicznych i informatycznych: technik mechanik (99,6%), technik elektronik (99,7%), technik informatyk (91,3%).

## Nauka w technikum (dane na rok szkolny 2012/2013)

### Przedmioty podstawowe i rozszerzone
Uczeń technikum musiał wybrać dwa przedmioty na poziomie rozszerzonym, które wiążą się ze zdobywanym zawodem. Jednym z tych przedmiotów musi być: matematyka, biologia, geografia, fizyka lub chemia. Przedmioty na poziomie podstawowym były nauczane w klasach I i II.

### Przedmioty nauczane w technikum
1. tylko w zakresie podstawowym przedmioty: wiedza o kulturze, podstawy przedsiębiorczości, wychowanie fizyczne i edukacja dla bezpieczeństwa;
2. w zakresie podstawowym i w zakresie rozszerzonym:
  - język polski, język obcy nowożytny, język mniejszości narodowej lub etnicznej, język regionalny, matematyka; uczeń realizuje zakres podstawowy albo zakres rozszerzony (wymagania szczegółowe dla zakresu rozszerzonego obejmują także wszystkie wymagania szczegółowe dla zakresu podstawowego),
  - historia, wiedza o społeczeństwie, geografia, biologia, chemia, fizyka, informatyka; uczeń obowiązkowo realizuje zakres podstawowy (zakres rozszerzony stanowi kontynuację nauczania danego przedmiotu w zakresie podstawowym);
3. tylko w zakresie rozszerzonym: historia muzyki, historia sztuki, język łaciński i kultura antyczna, filozofia.

## Wybrane zawody
- Fototechnik
- Kelner
- Technik agrobiznesu
- Technik analityk
- Technik architektury krajobrazu
- Technik automatyk
- Technik automatyk sterowania ruchem kolejowym
- Technik awionik
- Technik bezpieczeństwa i higieny pracy
- Technik budownictwa(inne języki)
- Technik budownictwa okrętowego
- Technik budownictwa wodnego
- Technik budowy dróg
- Technik chemik
- Technik cyfrowych procesów graficznych
- Technik dentystyczny
- Technik drogownictwa(inne języki)
- Technik dróg i mostów kolejowych
- Technik ekonomista
- Technik eksploatacji portów i terminali
- Technik elektroenergetyk transportu szynowego
- Technik elektronik
- Technik elektromechanik
- Technik elektroniki i informatyki medycznej
- Technik elektryk
- Technik energetyk
- Technik gazownictwa
- Technik geodeta
- Technik geolog
- Technik górnictwa odkrywkowego
- Technik górnictwa otworowego
- Technik górnictwa podziemnego
- Technik handlowiec
- Technik hodowca koni
- Technik hotelarstwa
- Technik informatyk
- Technik inżynierii sanitarnej
- Technik inżynierii środowiska i melioracji
- Technik księgarstwa
- Technik leśnik
- Technik logistyk
- Technik masażysta
- Technik mechanik
- Technik mechanik lotniczy
- Technik mechanik okrętowy
- Technik mechanizacji rolnictwa
- Technik mechatronik
- Technik nawigator morski
- Technik nukleonik (hist.)
- Technik obsługi turystycznej
- Technik obuwnik
- Technik ochrony środowiska
- Technik ogrodnik
- Technik optyk
- Technik organizacji reklamy
- Technik papiernictwa
- Technik pojazdów samochodowych
- Technik prac biurowych
- Technik programista
- Technik rachunkowości
- Technik reklamy
- Technik rolnik
- Technik rybactwa śródlądowego
- Technik spedytor
- Technik technologii ceramicznej
- Technik technologii chemicznej
- Technik technologii drewna
- Technik technologii odzieży
- Technik technologii szkła
- Technik technologii wyrobów skórzanych
- Technik technologii robót wykończeniowych
- Technik technologii żywności
- Technik teleinformatyk
- Technik telekomunikacji
- Technik tyfloinformatyk
- Technik transportu kolejowego
- Technik turystyki wiejskiej
- Technik urządzeń i systemów energetyki odnawialnej
- Technik usług fryzjerskich
- Technik usług kosmetycznych
- Technik weterynarii
- Technik wiertnik
- Technik włókienniczych wyrobów dekoracyjnych
- Technik żeglugi śródlądowej
- Technik żywienia i usług gastronomicznych